# (38246) Palupín
1999 PL4 (asteroide 38246) é um asteroide da cintura principal. Possui uma excentricidade de 0.06701800 e uma inclinação de 8.96783º.
Este asteroide foi descoberto no dia 14 de agosto de 1999 por Jana Tichá e Miloš Tichý em Kleť.